# Пахицефус степной
Пахицефус степной  (лат. Pachycephus cruentatus) — вид сидячебрюхих перепончатокрылых из группы пилильщиков семейства Cephidae. 

## Распространение
Палеарктика. Северное Причерноморье, Кавказ, Закавказье, Малая Азия, Ближний Восток.

## Описание
Длина от 10 до 13,5 мм. Тело чёрного цвета с красными отметинам на переднеспинке и последнем сегменте брюшка.
Кормовые предпочтения личинок неизвестны.

## Охрана
Вид включён в Красную книгу Украины и в Красную книгу Крыма. Причиной изменения численности является уничтожение целинных участков мест обитания вида.